# Oláhpatak
Oláhpatak (szlovákul: Vlachovo, németül: Lambsdorf) község Szlovákiában, a Kassai kerület Rozsnyói járásában.

## Fekvése
Rozsnyótól 15 km-re északnyugatra, a Szlovák Érchegység délkeleti részén, a Sajó-folyó bal partján fekszik.

## Története
A 14. század első felében bányászfaluként keletkezett. 1427-ben említik először „Alahpathaka” alakban, de a 16. század végéig Lampertfalvának is nevezték, amely egy ideig külön falut is alkotott. Az utóbbi név származhat a telepítő soltész nevéből, vagy régi temploma védőszentjének nevéből is. Területén már a 15. század elején vasat bányásztak és vashámor is működött itt. 1427-ben 40 adózó portája volt, a nevek a lakosság oláh többségéről tanúskodnak. 1597-ben még „Oláhpataka alias Lampertsdorf” néven említik. A 16. század végétől a Lampertfalva név a forrásokból eltűnik és a községet ezután csak Oláhpatak néven említik. A 16. századig a Csetneky család birtoka, később a krasznahorkai váruradalom részeként az Andrássyaké. 1566-ban a települést a török pusztította, ezután lakói a töröknek is adóztak. Ebben az időben terjedt el a reformáció is Gömörben. 1610-ben, valamit 1709-1710-ben nagy pestisjárványok pusztítottak, melyeknek számos lakos esett áldozatul. Pótlásukra birtokosai újakat telepítettek. 1728-ban Andrássy József és Erdődy Zsigmond voltak a község birtokosai. 1773-ban már csak Andrássy Károly a földesura, ekkor 63 jobbágy és 37 zsellércsalád lakta, akiknek nagy része a két vaskohóban dolgozott. A község nyugati részén állt az Andrássyak gazdasága, uradalmuk területén ekkor három halastó is volt.
Vályi András szerint: „Oláh Pataka, Vlachov. Tót falu Gömör Vármegyében, földes Ura Gróf Andrásy Uraság, lakosai külömbfélék, határja meglehetős.”
A 19. század elején vasolvasztó és vashámor működött a község területén. 1843-ban gróf Andrássy Károly nagyolvasztót építtetett, amely a század végéig üzemelt.
Fényes Elek szerint: „Oláhpatak, Wlachowo, tót falu, Gömör vgyében, Dopschinához 1 órányira: 37 kath., 930 ev. lak. Evang. anyaszentegyház. Határa nagy, de köves, sziklás; szénégetés, fuvarozás; nevezetes juhtenyésztés, két vashámora is van. F. u. gr. Andrásy. Ut. p. Rosnyó.”
Borovszky Samu monográfiasorozatának Gömör-Kishont vármegyét tárgyaló része szerint: „Oláhpatak, sajómenti tót kisközség, 135 házzal és 795 ág. h. ev. lakossal. Hajdan Krasznahorka vár tartozéka volt és a Csetneki családnak 1427-ben 33 jobbágyportája volt itt. Később azután az Andrássyak lettek az urai, kiknek itt régi kastélyuk is van. Itt született Andrássy Manó és Gyula is, nem pedig Kassán, mert ott csak anyakönyvezték. Azelőtt Wlachowo tót néven is emlegették. Valamikor nevezetes juhtenyésztése volt a községnek. Most a rimamurány-salgótarjáni vasmű r.-t.-nak van itt nagyobb vaskohója. Az ágost. ev. templom 1870-ben épült. A község postája és távírója Alsósajó, vasúti állomása pedig Gócs.”
1920-ig Gömör-Kishont vármegye Rozsnyói járásához tartozott.

## Népessége
| Év:            | 1994. | 2004. | 2014.   | 2024.    |
| -------------- | ----- | ----- | ------- | -------- |
| Emberek száma: | 914   | 914   | 860     | 764      |
| Eltérés:       |       | +0 %  | -5,90 % | -11,16 % |

| Év:            | 2023. | 2024. |
| -------------- | ----- | ----- |
| Emberek száma: | 764   | 764   |
| Eltérés:       |       | +0 %  |

1880-ban 739 lakosából 628 szlovák, 42 német, 27 magyar, 18 más anyanyelvű, 2 idegen és 22 csecsemő volt. 604 evangélikus, 111 római katolikus, 22 zsidó és 1-1 pravoszláv illetve református lakta.
1910-ben 822 lakosából 711 szlovák, 67 magyar, 10 német és 34 más nemzetiségű. 626 evangélikus, 172 római katolikus, 15 református, 7 zsidó, valamint 1-1 görögkatolikus és unitárius lakta.
2001-ben 950 lakosából 946 szlovák volt.
2011-ben 866 lakosából 839 szlovák.
2022-ben 785 lakosából 765 szlovák, 3 magyar (0,38%), 1 cseh, 2 egyéb, 14 ismeretlen nemzetiségű.

## Híres emberek
- Itt született 1823. március 8-án id. gróf Andrássy Gyula, Zemplén vármegye 1848-as főispánja, 1867 és 1871 között miniszterelnök és honvédelmi miniszter, 1871 és 1879 között külügyminiszter.

## Nevezetességei

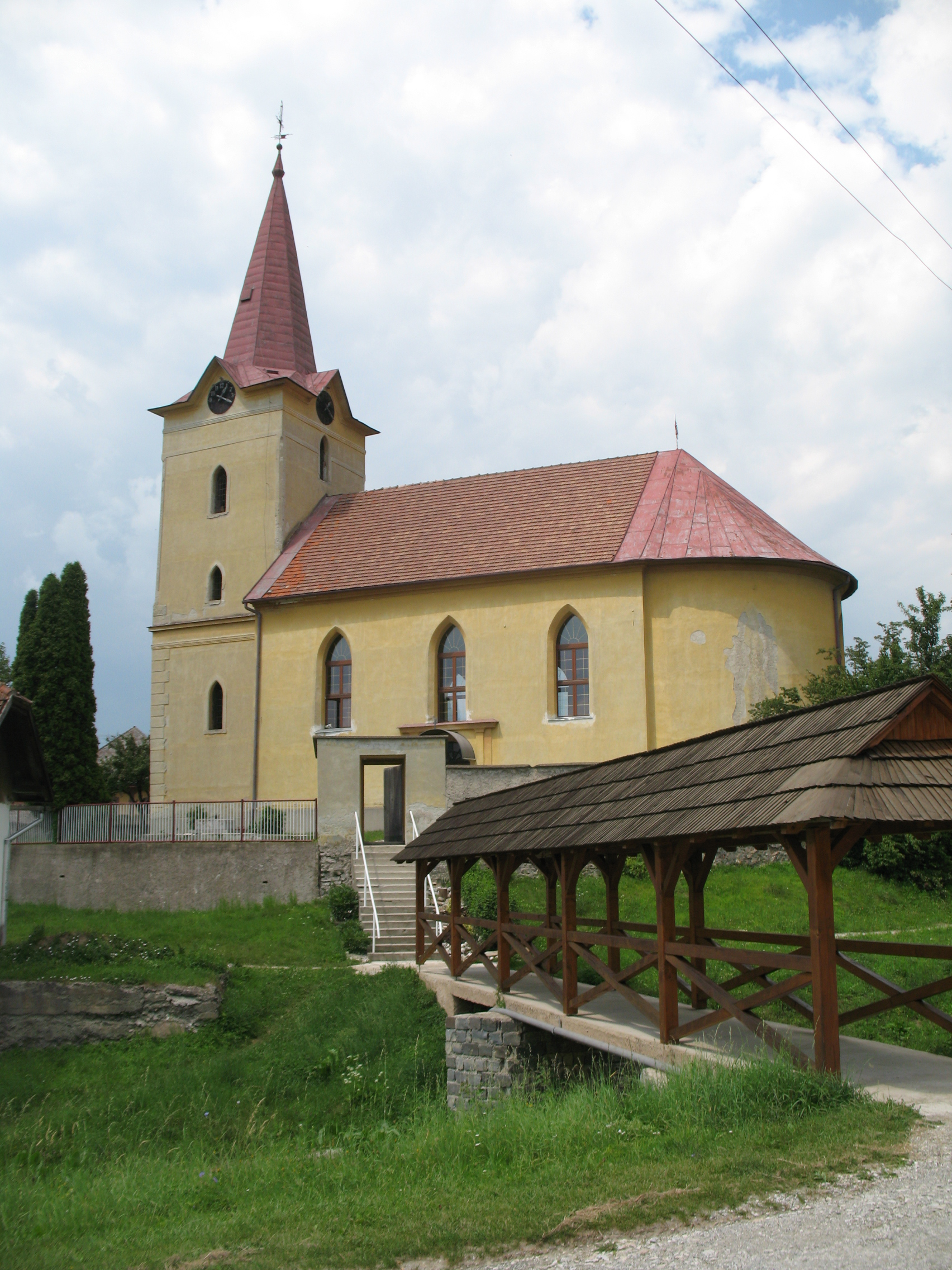
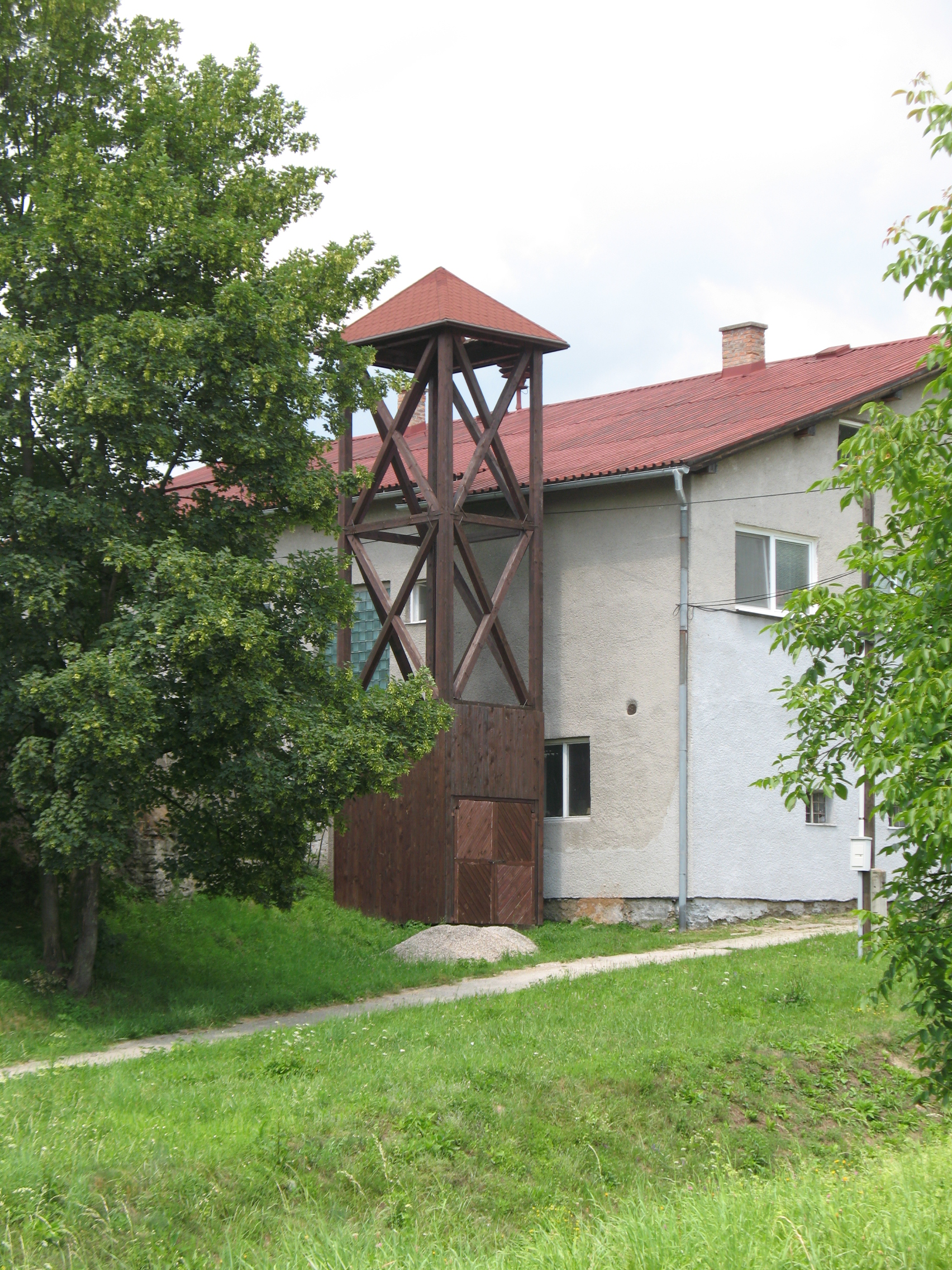
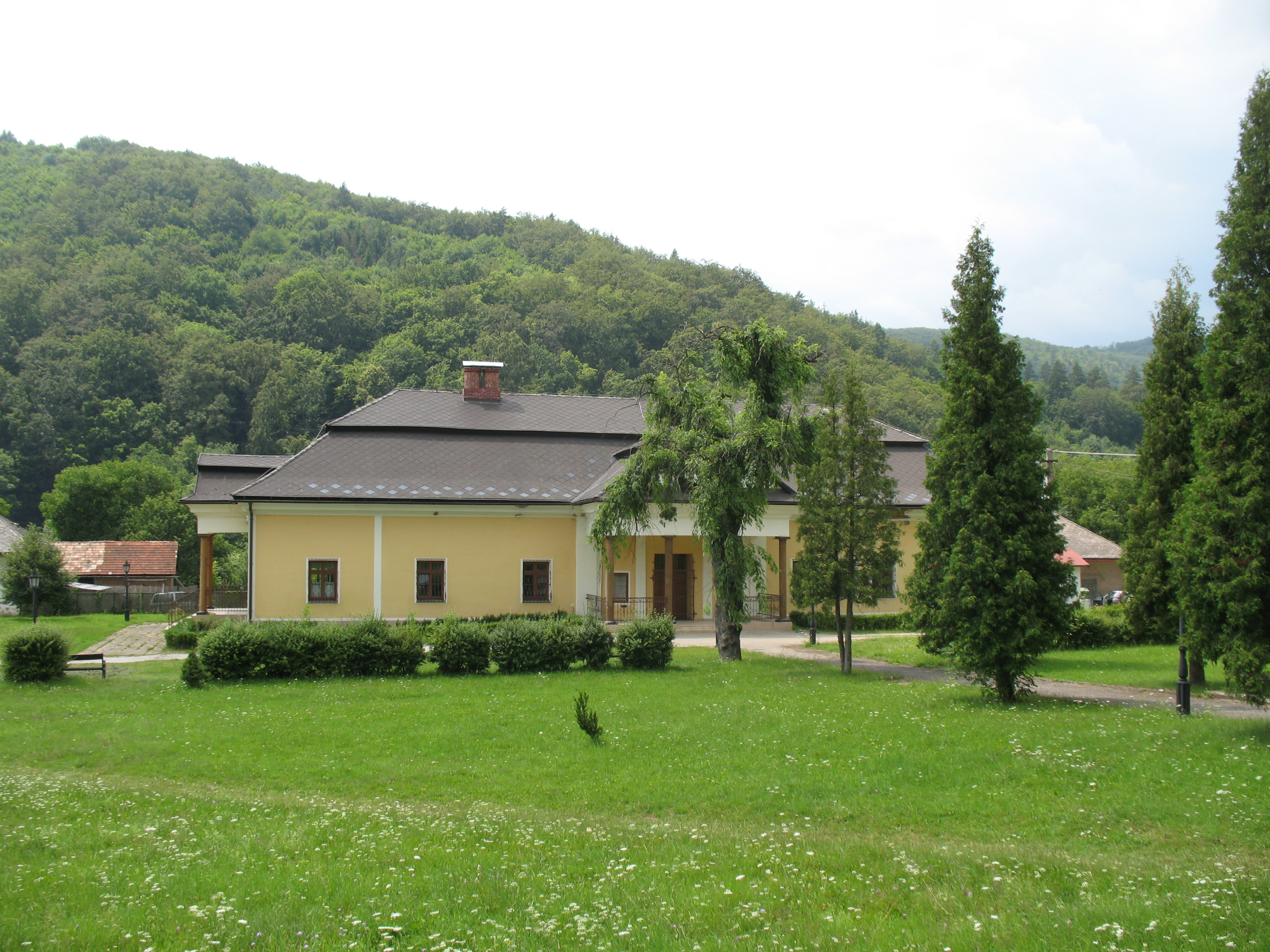
Andrássy-kastély (id. gr. Andrássy Gyula (1823-1890) szülőhelye)
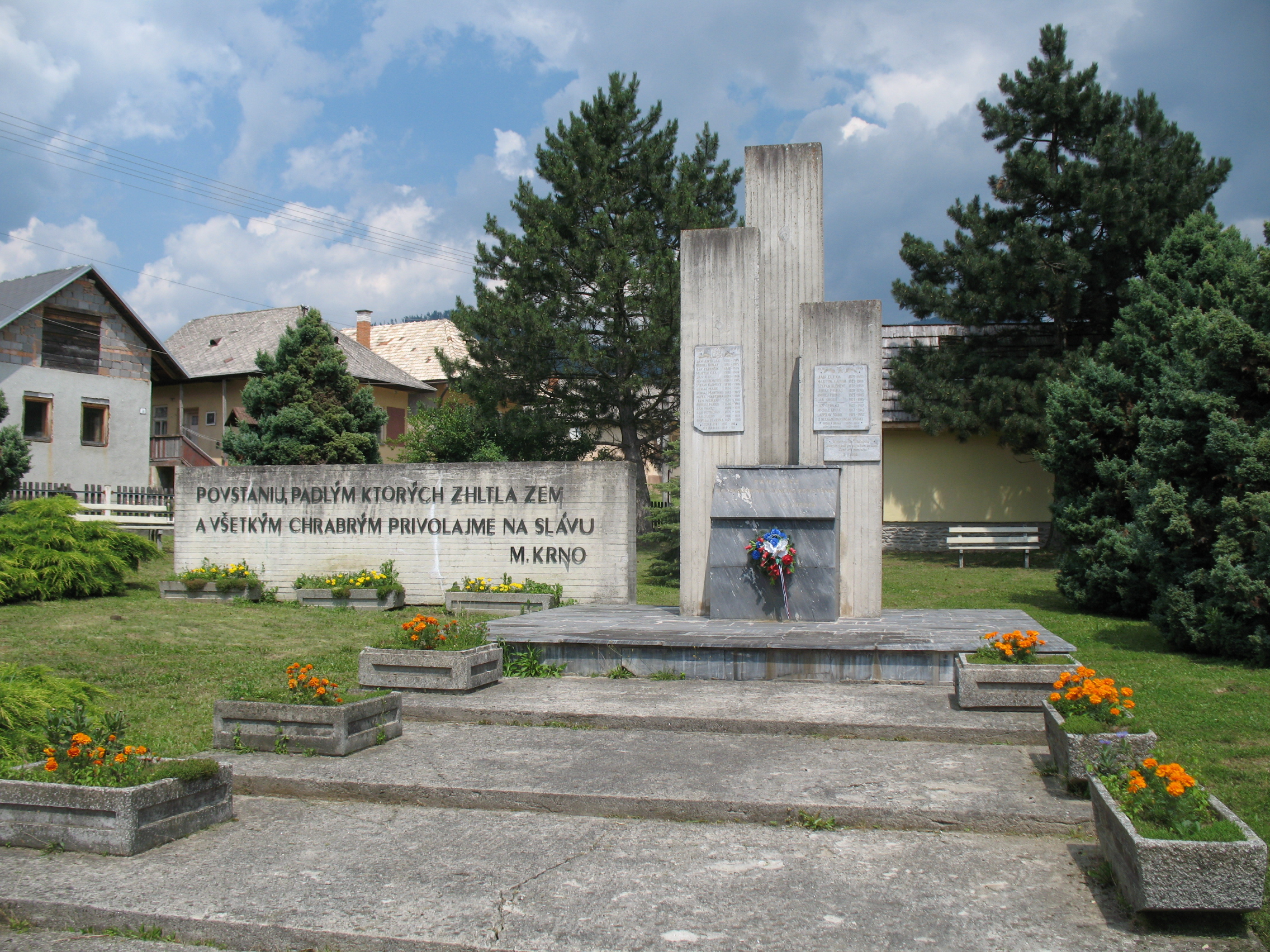
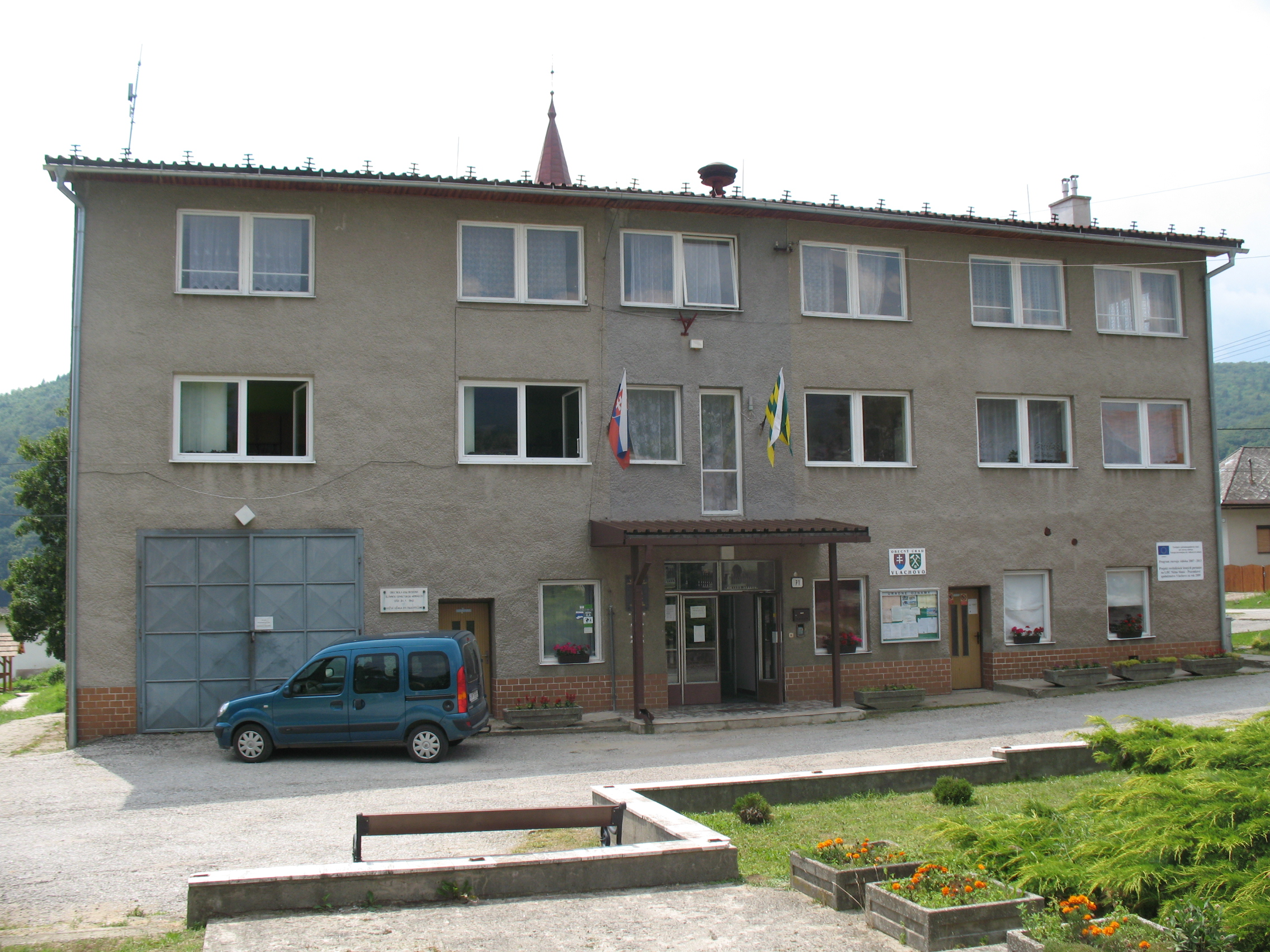

- Evangélikus temploma gótikus eredetű, mai formájában a 17. században épült. Erődfal övezi.
- Az Andrássy-kastély a 18. században épült, a 19. században klasszicista stílusban átépítették.
- A Károly kohó 1870-ból származó ipari műemlék, nagyolvasztója még ma is működőképes.